# Стела пам’яті (Теофіполь)

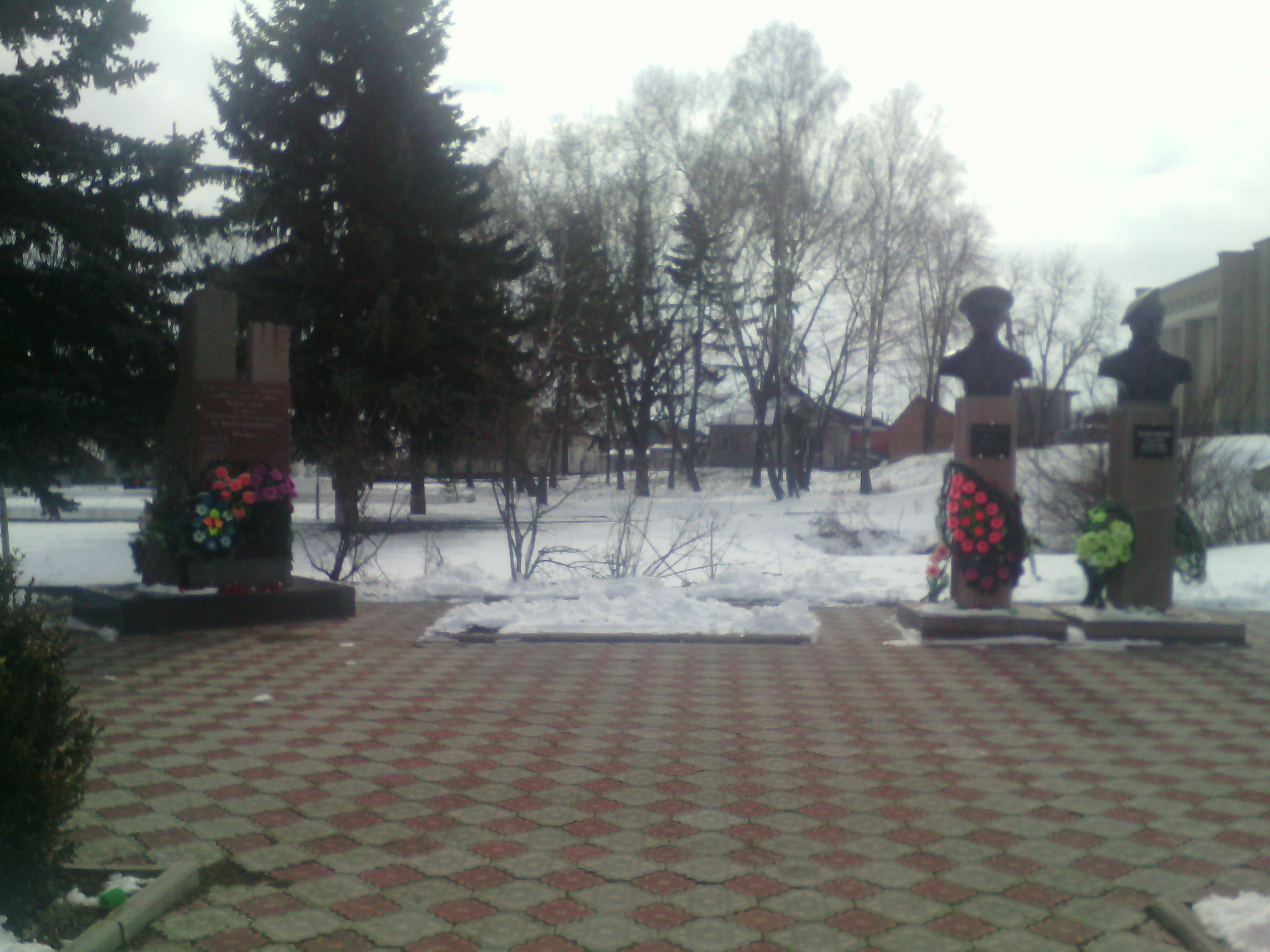
Стела пам’яті

Погруддя воїну – «афганцю» Григорію Попружному та стела пам’яті землякам, що брали участь у війні в Афганістані, розташовані у смт. Теофіполь, на площі Небесної Сотні, біля обеліска загиблим в роки другої світової війни та  братської могили, де започатковано Алею Слави.
Погруддя  відкрито  12 лютого 2009 року в селищі Теофіполь з нагоди Дня вшанування учасників бойових дій на території інших держав та 20-ї річниці виведення радянських військ з Афганістану.
Лейтенант Григорій Васильович Попружний  у грудні 1979 р. відправлений в Афганістан. Загинув 12 березня 1980 р., захоронений в с. Кунча Теофіпольського району. Ініціатором спорудження монументу виступив вчитель пенсіонер, колишній класний керівник Григорія Попружного  Андрій Констянтинович Ковальчук. Автор і виконавець проекту уродженець Теофіпольщини провідний Тернопільський скульптор Борис Рудий.
25 травня 2011 року  скульптор  Борис Рудий завершив  композицію, встановлюючи тут ще одне погруддя Федору Павловичу Франчуку, воїну – інтернаціоналісту, що захоронений в селі Гаївка Теофіпольського району.

## Використані матеріали
- Островський Т. - І вдячна пам'ять вічно житиме :[Екскурс в історію.Стоїть у скверику дисантник. За доброю традицією] / Т.Островський // Життя Теофіпольщини.- 2009 . – 20 лют.
- Джус А. - Пам’ятаємо тебе , Федоре / А.Джус // Життя Теофіпольщини .- 2011 .- 27 трав.
- Герої не вмирають - 30 Квітня 2015 - Життя Теофіпольщини